# Karl Hauschka

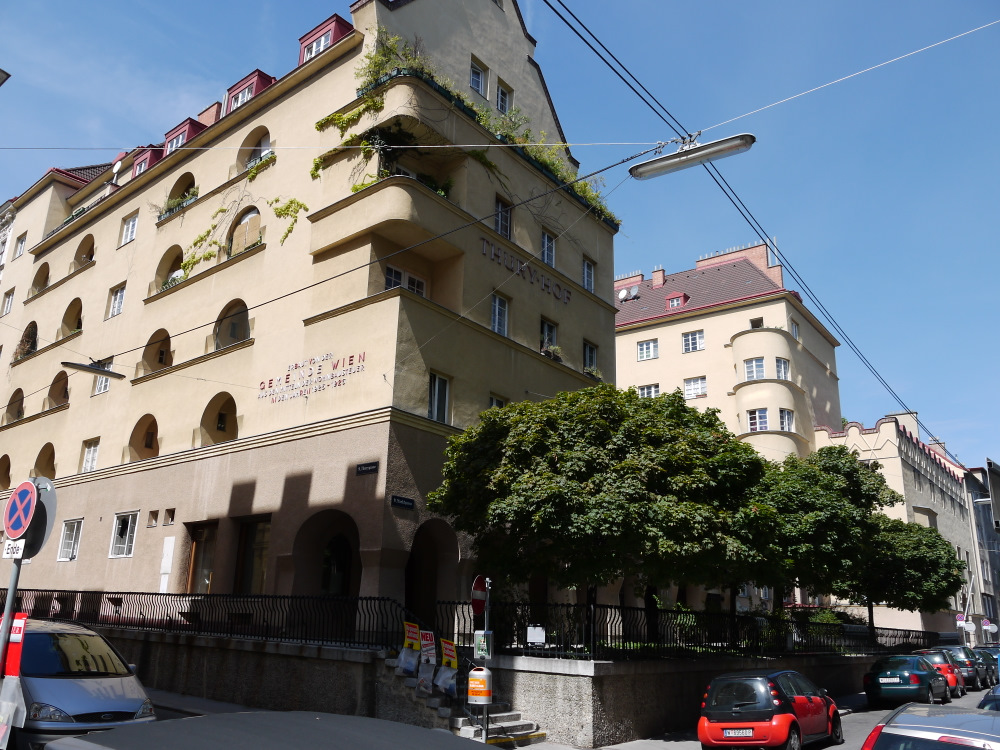
Der Thuryhof im 9. Wiener Gemeindebezirk Alsergrund

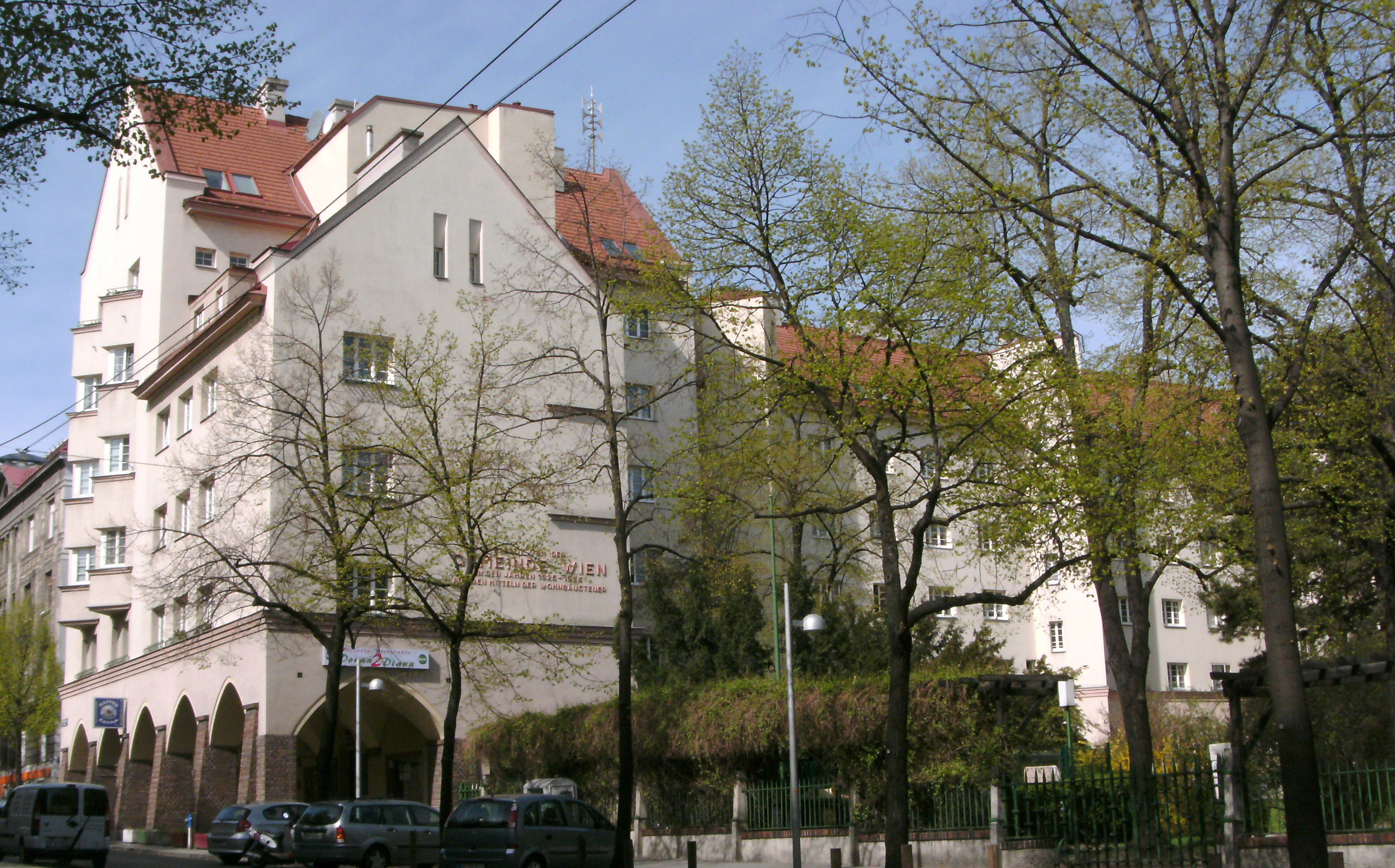
Der Friedrich-Ebert-Hof im 15. Wiener Gemeindebezirk Rudolfsheim-Fünfhaus

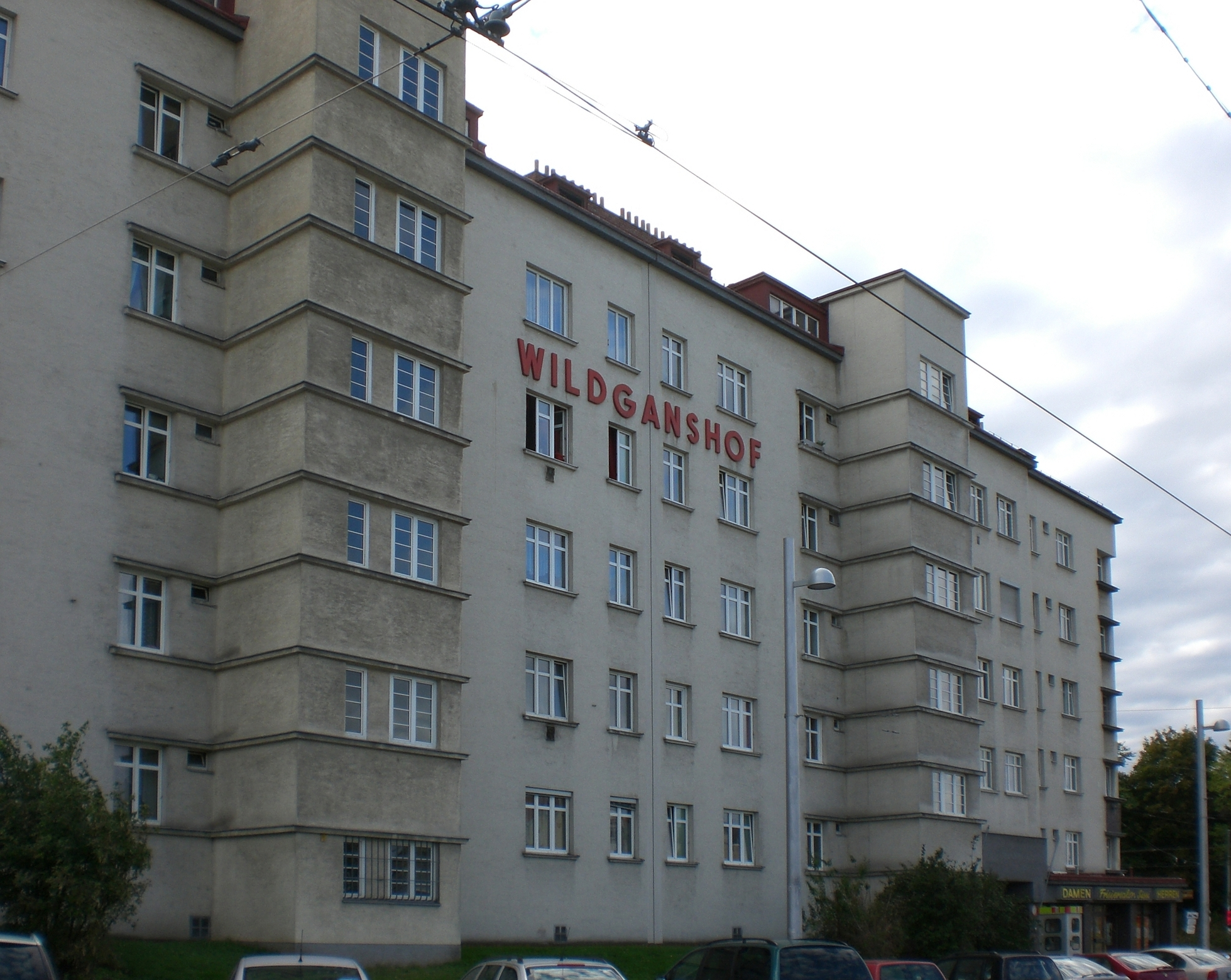
Der Wildganshof im 3. Wiener Gemeindebezirk Landstraße

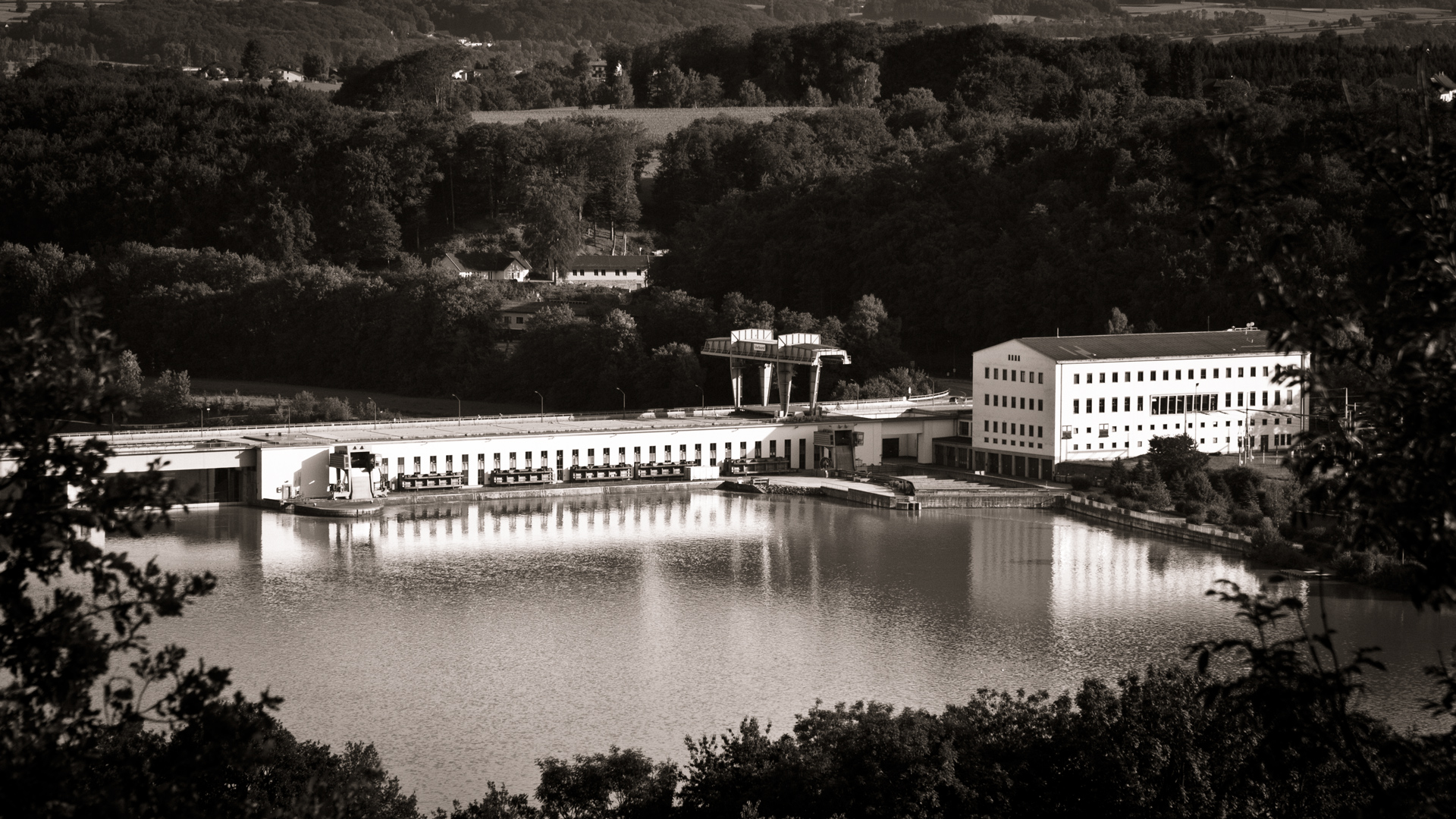
Das Donaukraftwerk Ybbs-Persenbeug

Karl Hauschka (* 4. Mai 1896 in Wien; † 30. Oktober 1981 ebenda) war ein österreichischer Architekt.

## Ausbildung und Beruf
Karl Hauschka absolvierte seine Ausbildung zwischen 1915 und 1916 an der Staatsgewerbeschule, wo er das Baufach belegte. Auf Grund seiner Einberufung zum Militärdienst bzw. zum Kriegsdienst im Ersten Weltkrieg zwischen 1916 und 1918 musste Hauschka seine Ausbildung unterbrechen. Nach Kriegsende schloss er 1919 seine Ausbildung an der Staatsgewerbeschule mit einem Ergänzungskurs an der Staatsgewerbeschule ab und besuchte danach bis 1922 die Akademie der bildenden Künste Wien, wo er bis 1921 bei Franz von Krauss und anschließend Peter Behrens studierte. 1922 schloss er seine Ausbildung mit dem Diplom ab. Auf Grund seiner Begabung hatte Hauschka 1921 die Füger-Medaille und 1922 einen staatlichen Studienreisebeitrag über 5000 Kronen erhalten.
Über seine ersten Jahre als Architekt ist nichts bekannt, jedoch wurde Hauschka Mitte der 1920er Jahre gemeinsam mit seinem ehemaligen Akademiekollegen Viktor Mittag im sozialen Wohnbau der Gemeinde Wien tätig. In der Folge entwarf das Architektenduo für die Gemeinde Wien drei große Wohnhausanlagen. Sie waren auch am Entwurf des Goethehofes mit weiteren Architekten beteiligt. Architekt Hauschka nahm mit seinem Partner an verschiedenen Wettbewerben teil und entwarf das Bürohaus des Genfer Verbandes in Wien. Hauschka, dessen Befugnis als Zivilarchitekt zwischen 1931 und 1936 gültig war, löste die Partnerschaft mit Viktor Mittag 1935 auf und ging nach Madrid. Nach einem weiteren, zweijährigen Auslandsaufenthalt übersiedelte er 1938 nach Berlin, wo er bis zum Ende des Zweiten Weltkriegs blieb. Über Wien kehrte er 1945 nach Österreich zurück und ließ sich in Groß-Siegharts, dem Heimatort seines Vaters nieder. 1949 kehrte er endgültig nach Wien zurück. In der Nachkriegszeit arbeitete Hauschka wieder im Wohnbauprogramm der Gemeinde Wien. 1954 gewann er den ersten Preis beim Architekturwettbewerb für die baukünstlerische Gestaltung der Gesamtanlage des Donaukraftwerks Ybbs-Persenbeug und wurde mit der Ausführung betraut. Karl Hauschka wurde am Hietzinger Friedhof bestattet.
Hauschka war ab 1924 Mitglied der Zentralvereinigung der Architekten Österreichs und ab 1952 Mitglied der Genossenschaft der bildenden Künstler Wiens. Zudem gehörte er der Österreichischen Ingenieur- und Architektenkammer an. Die Entwürfe der ersten Wohnhausanlagen, die er gemeinsam mit Viktor Mittag entwickelte orientierten sich vor allem an den Bauten von Heinrich Schmid und Hermann Aichinger. Hauschka und Mittag setzten dabei verschiedenste Bauelemente wie Terrassen, Arkaden, Laubengänge, Erker, Loggien, Gesimsbänder oder Torgitter ein und verliehen ihren Bauten dadurch einen romantisierenden, teilweise burgartigen Charakter. Spätere Bauten wie der Wildganshof besitzen hingegen eine zurückhaltendere Formensprache. Eine Sonderstellung im Wirken von Hauschka/Mittag stellt der als Bürohaus geplante Erweiterungsbau des Genfer Verbandes dar, der als Skelettbau in Eisenbeton ausgeführt wurde. Nach dem Zweiten Weltkrieg verlieh Hauschka seinen Gemeindebauten eine nüchterne, zweckmäßige Form mit additiv gesetzten Fenstern. Für den Entwurf des Donaukraftwerks setzte Hauschka auf eine sachliche und funktionsbedingte Formensprache und eine ruhige Linienführung in der Gesamtanlage. Neben der Kraftwerksanlage mit Betriebshaus, zwei Krafthäusern mit der Wehranlage und den Schleusen war Hauschka auch mit den Pflanzungen, Straßen- und Bachverlegungen sowie mit den Sprengungen betraut.
Er wurde am Hietzinger Friedhof bestattet.

## Privates
Architekt Karl Hauschka war der Sohn von Karl Hauschka und war mit Karoline Hofmann (1902–1986) verheiratet.

## Werke
- Thury-Hof in der Marktgasse 3 in Wien-Alsergrund (1925–1926, mit Viktor Mittag)
- Friedrich-Ebert-Hof in der Hütteldorfer Straße 16–22 in Wien-Rudolfsheim-Fünfhaus (1925–1926, mit Viktor Mittag)
- Bürohaus des Genfer Verbandes in der Grüngasse 1a in Wien-Wieden (1928–1929, mit Viktor Mittag)
- Goethehof in der Schüttaustraße 1–39 in Wien-Donaustadt (1929–1930, mit Viktor Mittag, Hugo Mayer, Rudolf Fraß, Heinrich Schopper, Alfred Chalusch, Johann Rotmüller)
- Wildganshof in der Landstraßer Hauptstraße 177–187 in Wien-Landstraße (1931–1933, mit Viktor Mittag)
- Wohnhausanlage der Gemeinde Wien in der Schüttelstraße 19 in Wien-Leopoldstadt (1950, mit dem Architekten Payer)
- Wohnhausanlage der Gemeinde Wien in der Heiligenstädter Straße 165 in Wien-Döbling (1952, mit dem Architekten Schüssler)
- Wohnhausanlage der Gemeinde Wien in der Ruckergasse 54–60 in Wien-Meidling (1953–1954, mit den Architekten Herbert Prehsler, Karl Molnar und Bruno Buzek)
- Donaukraftwerke Ybbs-Persenbeug (1954–1959)
- Wohnhausanlage der Gemeinde Wien in der Ruzickagasse in Wien-Liesing (1958, mit den Architekten Albrecht, Bossew, Brunner, Kastinger, Sorgo und Karl Molnar)